# Hôpital de Châtillon-sur-Saône
L'ancien hôpital de Châtillon-sur-Saône est une "maison de ville" datant du début du XVIe siècle située dans le village de Châtillon-sur-Saône au sud-ouest du département des Vosges en région Grand Est.
L'ancien hôpital est classé monument historique depuis 1984 et a été retenu pour le loto du patrimoine de 2023 au titre de projet de maillage pour le département des Vosges.

## Châtillon-sur-Saône, une histoire liée à la géographie

### Des romains à Charles le Téméraire
Châtillon-sur-Saône est actuellement à la limite de trois départements, les Vosges, la Haute-Marne et la Haute-Saône. Châtillon était également à la limite de trois régions historiques, la Lorraine et précédemment le duché de Bar, la Franche-Comté et la Champagne. Jusqu'à la fin du XVIIe siècle elle était même sur la frontière délimitant le Saint-Empire-romain-germanique et la France et ceci depuis la réunion du comté de Champagne à la France à la fin du XIIIe siècle et plus encore depuis le traité de Bruges en 1301 qui abandonna à la France une partie du Barrois dit mouvant. Déjà à l'époque romaine, près de Châtillon venaient "se toucher la Grande Séquanaise, la Première Belgique et la Première Lyonnaise".

#### Une origine romaine?
Châtillon-sur-Saône est bâtie sur une émergence rocheuse bordée par deux cours d’eau, l’Apance au Sud et la Saône au Nord-est. Cette géographie avantageuse a dû favoriser très tôt l’implantation humaine. Une occupation de Châtillon-sur-Saône à l’époque romaine semble confirmée par les découvertes archéologiques réalisées au XIXe siècle aux alentours de la ville et la présence de nombreuses voies romaines qui traversaient la région. Le nom Châtillon serait un dérivé, sans doute mérovingien, du bas latin castellum, diminutif de castrum.

#### Première mention de Châtillon-sur-Saône
Les premières mentions de Châtillon datent du moyen-âge. En 1172dans un cartulaire de l'abbaye de Morimond, en 1199, puis en 1234 ou 1237 quand «l’Evêque et le Vicomte de Besançon reconnurent que les fils de Pierre l’Angres avaient vendu au compte de Bar leurs droits dans le château de Châtillon». La ville va passer des mains de l’Evêque de Besançon à celles du Comte de Bar. Ce dernier affranchira la ville en 1263.
En 1301, la cité est incluse au Barrois mouvant et en 1348, elle devient le siège d’une prévôté. Le château fort prend place à l’extrémité est de l’éperon rocheux et à l’ouest, dans le prolongement de l’éperon rocheux, se développe la ville. Elle est close de remparts édifiés en partie au XIVe siècle. Châtillon-sur-Saône devient alors une petite ville dont la position géographique lui assigne certainement des fonctions défensives et commerçantes.

#### Destruction de la ville en 1476 et 1484
Au cours des XIVe et XVe siècles, sa position privilégiée sera également source de bien des malheurs. Châtillon-sur-Saône subit alors une série de sièges et d’occupations résultant des troubles de la guerre de cent ans et des guerres entre les duchés de Lorraine et de Bourgogne. En 1476, Charles le Téméraire en route vers Nancy depuis la Suisse, où il avait subit plusieurs défaites notamment à Grandson et à Morat détruisit Châtillon. En 1484, la ville fut à nouveau ravagée par des mercenaires suisses levés par Claude d’Aarberg Seigneur de Valangin, pour faire reconnaître ses droits à la succession sur la baronnie de Beaufremont dont le duc de Lorraine l’en a débouté.

### La période faste de Châtillon-sur-Saône, du début duXVIesiècleà la guerre de Trente ans
Aujourd'hui un visiteur attentif pourra être frappé par le nombre important de maisons de styles gothique flamboyant ou renaissance dans la partie ancienne du village. On peut citer dans la rue de l'Assaut un immeuble de la fin du XVe siècle au n°8, la Prévoté de la même époque, l'Hôtel Drouin et l'Hôtel du gouverneur du XVIe siècle. Puis un peu à l'écart l'Hôtel de Lignéville, l'Hôtel de Sandrecourt et l'Ancien Hôpital tous trois du XVIe siècle. Ces sept immeubles sont tous inscrits ou classés monuments historiques. Il verra également des parties des remparts (la grosse tour est classée monument historique) et à la sortie du village, une croix de carrefour (classée monument historique). Une vingtaine d'autres immeubles de la même période sont encore à découvrir dans le village.

#### Description de Châtillon-sur-Saône auXVIesiècle

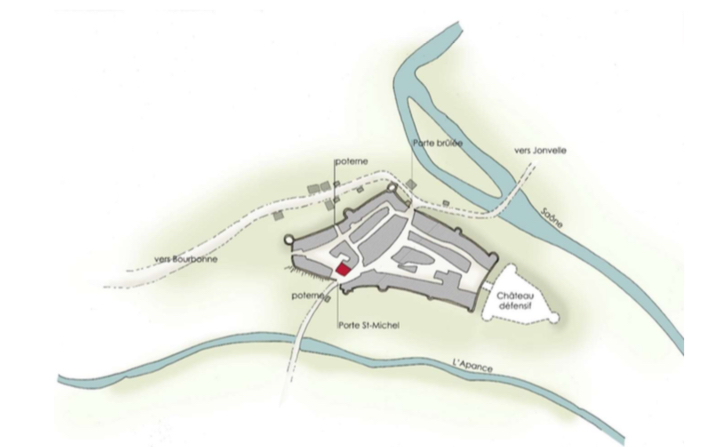
Plan de Châtillon-sur-Saône avant 1630. En rouge l'emplacement de l'Ancien Hôpital. Reconstitution.

Après les destructions de 1476, puis de 1484, peu de maisons restaient intactes. La guerre de Trente ans qui fut terrible en Lorraine marqua un coup d'arrêt pour un siècle dans le développement de Châtillon-sur-Saône. Le XVIe siècle fut réellement une période florissante qui permit à la ville de se développer et à sa population d'atteindre mille habitants, en partie grâce à la volonté du duc Antoine de Lorraine (1489–1544) qui accordera des avantages aux habitants pour faire renaître la cité.
Châtillon-sur-Saône est "close de remparts édifiés en partie au XIVe siècle et complétés comme le château au XVIème siècle. L’enceinte urbaine est percée de deux portes, la Porte Saint-Michel au sud-ouest et la Porte Brûlée au nord. La ville s’organise autour de la Place d’Armes et de deux axes principaux, la voie reliant la Place d’Armes au château et la voie menant de la Porte Saint-Michel à la Porte Brûlée. L'Ancien Hôpital occupe une parcelle en terrasse le long de cette voie, à proximité immédiate de la Porte Saint-Michel. Le bâtiment occupe un rectangle d'environ 9 mètres sur 14.
Le tissu urbain s’est recréé et densifié après les destructions du siège de 1484. A l’extérieur de la ville intramuros on trouve un bâti disséminé le long des faubourgs".

### La guerre de Trente ans. Lesiège de Châtillondu 4 juin 1635 et le déclin de la petite ville

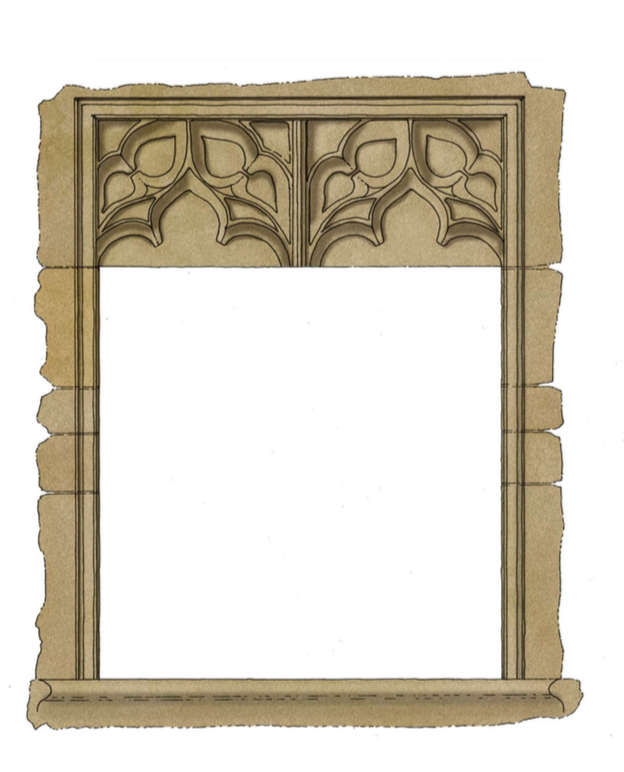
Décor gothique d'une fenètre de l'Hôpital

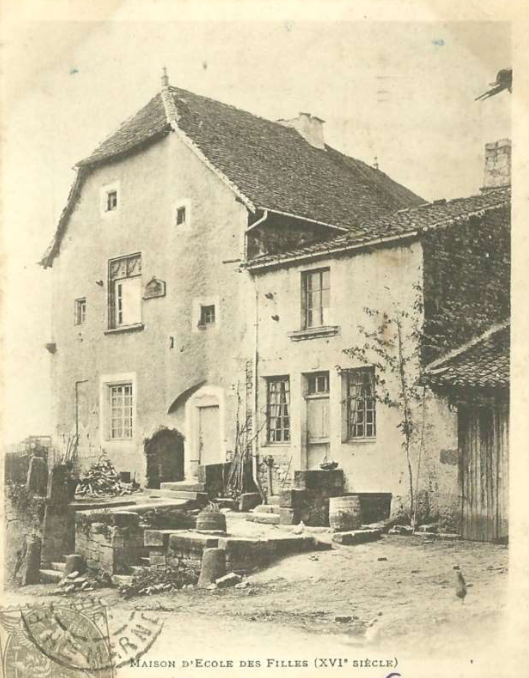
L'Hôpital (XVIe siècle) Ecole des filles

La guerre de Trente ans fut terrible pour la Lorraine. Les français et les forces du Saint-Empire se menaient une guerre féroce. Châtillon eut à en souffrir. En 1633, les troupes françaises du marquis de Bourbonne forcèrent les portes de la ville et incendièrent les abords de la Porte Saint-Michel. Les français partis, 400 lorrains et croates occupèrent la ville à leur tour et commirent bien des méfaits dans le Bassigny français et au-delà. En représailles, le Cardinal Richelieu ordonna au marquis de Sourdis de prendre et de raser Châtillon. Le 4 juin 1635, après un siège rapide, la ville fut prise et pillée et 200 de ses habitants furent tués pour l'exemple. En décembre 1636, elle fut à nouveau occupée par les troupes suédoises de Bernard de Saxe-Weimar. La quasi-totalité de la population disparut, victime de la guerre, de la peste, saut ceux qui avaient pu fuir. "Ce n'est qu'en 1654 que huit familles vinrent se réinstaller dans les maisons abandonnées".
À partir de la fin du XVIIe siècle, la ville fut reconstruite partiellement et redevint une prévôté ducale puis royale. Cependant, la reconstruction du XVIIIe siècle épargna nombre de maisons Renaissance qui furent simplement transformées en granges ou fermes.

## L'Ancien Hôpital de sa construction au début duXVIesiècle, jusqu'à la guerre de Trente ans, puis jusqu'à l'époque moderne

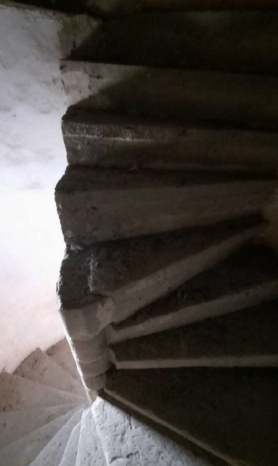
Vue de l'escalier à vis depuis les combles

Les sources permettant de retracer l'histoire d'un bâtiment civil sont généralement ténues. L'Ancien Hôpital ne déroge pas à la règle. Il faut attendre 1831 et la réalisation du cadastre napoléonien pour voir la publication d'un document iconographique de la commune. L'étude architecturale et la datation par dendrochronologie nous permettent de cerner l'histoire du bâtiment.

### Une maison "noble" du début duXVIesiècle

#### Un bâtiment marqué par le gothique flamboyant
La façade principale présente des éléments (les linteaux de la porte d'entrée ; la baie de l'étage) cohérents avec les jambages des deux ouvertures. Cela plaide pour un décor d'origine, gothique flamboyant. Malgré l'apparition du style renaissance en France au début du XVIe siècle, le gothique flamboyant resta en vogue en Lorraine durant tout le règne du duc Antoine de Lorraine (milieu du XVIe siècle).

#### Un habitat urbain de la fin du Moyen Âge

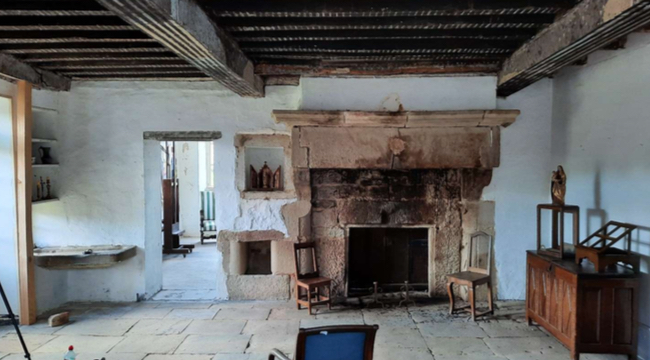
La cuisine, on remarque le sol en grès de Châtillon, la cheminée et le plafond à la française

Le rez-de-chaussée de l'Ancien Hôpital avec sa cuisine et son poêle montre sa fonction de maison de ville. Cette disposition intérieure et la présence d'un escalier à vis se rencontrent dans les maisons lorraines du XIIe siècle jusqu'au XVIe siècle. Il est construit sur une cave d'un seul tenant, présentant un vaisseau en berceau renforcé par trois arcs doubleaux. La disposition de l'étage reprend celle du rez-de-chaussée. 2 pièces de part et d'autre du mur de refend, avec en chaque pièce une cheminée probablement du XVIIIe siècle. Enfin les combles, également en deux parties charpentées. L'accès à l'étage et aux combles se fait par un escalier à vis. Son noyau est plein et ses marches de pierres monolithiques. La cage, éclairée par trois petites ouvertures, est très légèrement saillante sur la façade est.
"Même si l'Ancien Hôpital reste un édifice de type moyenâgeux avec sa façade de moellons enduite, il s'en dégage une certaine recherche d'élégance grâce à l'utilisation d'un décor finement sculpté".

#### Un commanditaire fortuné: Jean de Sandrecourt

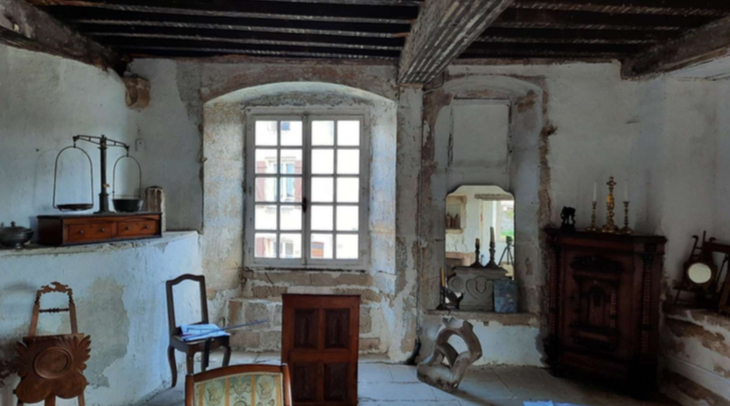
La cuisine, on remarque une fenêtre anciennement murée, les arrondis de la montée et descente d'escalier

Jean-Luc Volatier dans son article sur "les habitants des maisons renaissance de Châtillon-sur-Saône" attribue comme très probable la construction du bâtiment à Jean de Sandrecourt, écuyer, actif à Châtillon jusqu'à 1515. Cette attribution n'est que très probable, mais la place même de l'immeuble sur la rue principale de la cité entre la porte Saint-Michel et la Place d'Armes, sa situation dominant l'espace public, les dimensions de la façade principale, des volumes intérieurs et des percements plaident pour un propriétaire au rang social élevé.

#### Une origine plus ancienne?
Charles Charton et Henri Lepage nomment l'Ancien Hôpital, "maison romaine". Cette dénomination ne se retrouve pas ailleurs et les superstructures observables aujourd'hui ne s'apparentent pas aux constructions de l'époque romaine. Des éléments du sous-sol ou la citerne du jardin sont-ils antérieurs? La question reste ouverte.

#### Datation pardendrochronologie
Une étude par dendrochronologie a été effectuée en 2023. 16 échantillons ont été prélevés dans la charpente, les plafonds et les linteaux de porte et de fenêtres. Cette étude a montré que le bois de construction est du chêne et date de trois époques différentes : fin du XIIIe siècle, première moitié du XVIe siècle et milieu du XVIIIe siècle. Il est probable que ces résultats montrent un vaste projet de rénovation au milieu du XVIIIe siècle avec des matériaux de réemploi antérieurs.

### Un immeuble ayant servi d'hôpital?

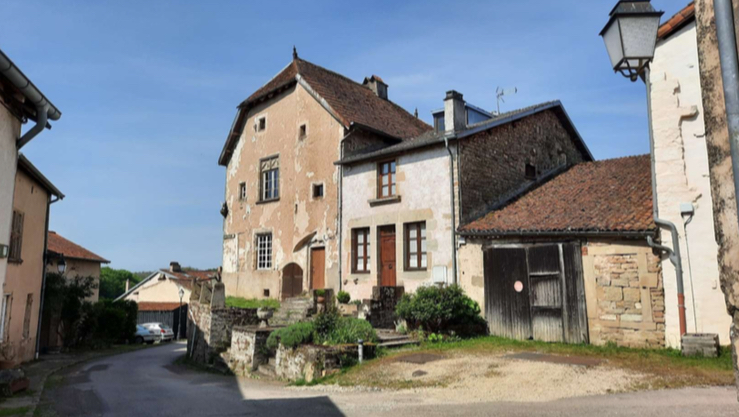
La façade principale donnant sur la rue de l'Eglise, état actuel

La tradition orale a donné le nom d'Ancien Hôpital à ce bâtiment en référence à son usage à une période de son histoire. Charles Charton et Henri Lepage, parlent de l'ancien hôpital : «on observe encore aujourd’hui une maison ... que l’on croit avoir servi d’hôpital». Cet usage ne date pas de la construction de l'immeuble dont l'architecture est celle d'une maison d'habitation. En 1571 il ne figure pas dans la liste des hôpitaux de Lorraine. En 1778, il n'est pas cité dans la "Description de la Lorraine et du Barrois" de M. Durival. "On peut alors supposer que l’édifice aurait pu prendre la fonction d’hôpital à la suite de la volonté de son propriétaire à la fin du XVIe siècle et qu’il l’aurait perdu avec les sièges des années 1630, une ville dépeuplée n’ayant plus l’usage d’un hôpital".

### Histoire de l'Ancien Hôpital depuis la guerre de trente ans. Ecole des garçons, puis école des filles[1]
La guerre de Trente ans frappa durement les habitants et la ville de Châtillon-sur-Saône. L'Ancien Hôpital n'a certainement pas échappé à la destruction partielle ou à l'abandon de ses occupants. La datation par dendrochronologie, la date de 1737 sur la cheminée de la cuisine laissent penser à "une importante campagne de travaux en vue de rendre à nouveau l’édifice habitable (cheminées de l’étage, planchers, charpente, couverture,...)".
L'Ancien Hôpital ne fait pas partie des biens nationalisés à la Révolution. Le cadastre napoléonien de 1831 et le fonds communal permettent de voir l'évolution du découpage parcellaire et les différents propriétaires jusqu'à nos jours. L'emprise foncière de 1831 était plus grande : elle englobait l'actuel no 13 de la rue de l'Eglise et 2 constructions aujourd'hui disparues étaient présentes sur la parcelle. L'ensemble immobilier a été acheté en 1838 par la commune de Châtillon-sur-Saône en vue d'y établir une école des garçons. "La commune fera réaliser en amont de l’arrivée des élèves, des travaux de restauration et de transformation du bâtiment d’après les plans dressés par Abel Pierre Mathey, architecte à Neufchâteau et datés du 28 août 1838". De 1878 à 1927, l'Ancien Hôpital deviendra école des filles. Il restera la propriété de la commune jusqu'en 2021.